# Cryostasis: Sleep of Reason
Cryostasis: Sleep of Reason là trò chơi máy tính thuộc thể loại kinh dị tâm lý được phát triển bởi hãng Action Forms dành cho Microsoft Windows. Trò chơi là một biến thể của dòng game "bắn súng trong căn nhà ma", nghĩa là người chơi bị lạc vào một môi trường bí ẩn và tăm tối, buộc phải sử dụng đến trực giác và bản năng tự nhiên để tồn tại.

## Lối chơi
Câu chuyện của game dần phát triển với sự giúp đỡ của một hệ thống độc đáo gọi là Mental Echo - khả năng thâm nhập vào ký ức của một nhân vật khác và thay đổi hành động của nhân vật đó trong quá khứ. Điều này có thể liên quan đến việc giải cứu tính mạng của mọi người bằng cách lấy trên cơ thể của họ trong ký ức của họ và thay đổi tiến trình lịch sử.
Trò chơi lấy bối cảnh vùng Bắc Cực, thanh máu của nhân vật thực chất là thanh nhiệt độ, biểu thị độ nóng lạnh trên thân xác nhân vật. Nếu lang thang ra ngoài trời băng giá, thanh nhiệt độ này sẽ bị tụt giảm nhanh chóng. Tệ hại hơn nữa, kẻ thù đột biến trên con tàu lại có khả năng sử dụng giá rét làm vũ khí.Cách duy nhất để hồi phục là tìm ra nguồn lửa để sưởi ấm. Đó có thể là máy sưởi, bếp lò hay đơn giản hơn chỉ là một chiếc bóng đèn rực sáng. Dù nóng ít hay nhiều, những nguồn nhiệt này đều có vai trò đặc biệt quan trọng trong game.
Thách thức dành cho người chơi là tìm mọi cách khiến con tàu vận hành trở lại trong khi tiêu diệt lũ biến dị. Để làm được điều đó, đôi khi người chơi sẽ phải chạy ra ngoài để di chuyển đến phần khác của con tàu, lao vào những căn phòng tối om hoặc dày đặc dây dợ, đường ống phức tạp… Nhà sản xuất còn cho biết tất cả các level trong game được họ mô phỏng trên một con tàu phá băng của Nga ngoài đời thực. Bên cạnh các màn chiến đấu với kẻ thù, game thủ còn phải vắt óc trước những câu đố dựa trên tài gợi lại "tiếng vọng linh hồn" của Alexander. Nhân vật có một khả năng khá đặc biệt là tiến đến những xác chết và chạm vào đó để biết được những ký ức gần nhất của anh ta hoặc cô ta (hoặc là một giống loài nào đó…). Hơn thế, ngoài việc xem lại ‘khoảnh khắc trước lúc chết’ của nạn nhân, Alexander còn có thể thay đổi được chính những việc xảy ra trong quá khứ. Ví dụ, người chơi tìm thấy một đường đi đến buồng lái, nhưng không may thay, đường đi này lại bị một chiếc cần cẩu chắn ngang. Ngay bên cạnh đó là một xác chết nằm sõng soài. Bằng "tiếng vọng linh hồn", Alexander biết được nguyên nhân khiến chiếc cần cẩu đổ xuống và anh thay đổi quá khứ bằng cách ngăn không cho cần cẩu chuyển động. Sau đó, nhân vật chính quay lại thế giới hiện tại: Con đường đã thông suốt. Tất nhiên, nhân vật sẽ được cung cấp khá nhiều loại vũ khí trên đường đi, từ súng trường được dùng từ thời Thế chiến thứ I và thứ II cho đến súng lục.

## Cốt truyện
Cryostasis diễn ra vào năm 1981 trên một tàu phá băng nguyên tử lớp Arktika được gọi là Gió Bắc (North Wind) gần Bắc Cực. Nhân vật chính, Alexander Nesterov, là một nhà khí tượng học người Nga tình cờ leo lên được con tàu; tuy nhiên anh phát hiện ra rằng nó đã bị đắm từ năm 1968 và các thuyền viên quá cố tại đây đã trải qua một sự biến hóa kỳ lạ. Xuyên suốt cuộc hành trình trong game Alexander tìm thấy những đoạn văn trong câu chuyện cổ tích Trái tim nồng cháy của Danko của nhà văn Maxim Gorky, tương đương với những gì đã xảy ra với con tàu và thủy thủ đoàn.
Trò chơi bắt đầu với cảnh Alexander tiếp cận North Wind trên một chiếc xe trượt tuyết chó kéo. Tiếng còi tàu và băng xung quanh bắt đầu tan ra, Alexander rơi xuống dưới nhưng may thay là băng đủ dày đủ để anh không mất mạng dưới biển nước lạnh giá. Sau đó anh bước vào con tàu bằng cách bám theo một trong bầy chó kéo xe.
Từ những cảnh hồi tưởng và Mental Echo về quá khứ bi thảm của con tàu được xếp lại với nhau. Viên thuyền trưởng đang bám theo một lối đi nguy hiểm xuyên qua lớp băng, phớt lờ những lời cảnh báo từ viên sĩ quan thứ nhất của mình. Con tàu va chạm với một tảng băng trôi và bị hư hại nghiêm trọng. Viên sĩ quan thứ nhất báo cáo sai lầm của thuyền trưởng khi gửi một bản báo cáo cho Sở chỉ huy và họ đáp lại rằng North Wind được xem là bất tuân thượng lệnh, khi trở lại cảng thì sẽ bị cho ngừng hoạt động. Sĩ quan an ninh của tàu, biết rằng thông báo này ít nhiều sẽ tác động đến thuyền trưởng, cảnh báo tay sĩ quan thứ nhất không được cho ông ấy biết. Tuy nhiên, vì cố gắng trả thù cho thái độ khinh khỉnh của viên thuyền trưởng mà anh ta đã làm. Viên thuyền trưởng bị mất tinh thần đã đưa nó cho người bạn cũ của mình là máy trưởng nhưng cũng bị ông này xua đuổi. Trong khi con tàu đang trong quá trình sửa chữa thì nó dần dần bị mắc kẹt bởi các tảng băng dịch chuyển. Sau một vài tuần, trong một nỗ lực để giành lại sự tôn trọng từ thủy thủ đoàn của mình và cuối cùng để thoát khỏi đống băng xung quanh, viên thuyền trưởng quyết định sẽ tông nó ở tốc độ cao nhất. Thế nhưng, thuyền trưởng lại bị thương trong quá trình đâm thủng băng khi mất cân bằng, và hành động của ông đã bị tay sĩ quan an ninh và sĩ quan thứ nhất ngăn chặn, rồi sau đưa con tàu chạy lùi hết cỡ, bèn ra lệnh "lùi lại khẩn cấp" nguy hiểm. Phòng máy bén lửa và lõi lò phản ứng hạt nhân mất ổn định, khiến cho thủy thủ đoàn bắt đầu chết dần chết mòn vì lạnh, suy dinh dưỡng và bức xạ, sĩ quan thứ nhất, sĩ quan an ninh và máy trưởng cố gắng trốn thoát một mình trên một chiếc trực thăng với viên thuyền trưởng bị thương, bỏ mặc con tàu phải chịu số phận và đám thủy thủ đoàn còn lại trên tàu. Khi chiếc trực thăng sắp cất cánh, lõi hạt nhân của tàu cuối cùng ngừng hoạt động, nhấn chìm con tàu với nguồn năng lượng bí ẩn, lúc này phần kết thúc hậu chuyện và con tàu tự biến thành một kiểu tàu ma.
Trong suốt trò chơi, nhân vật chính lướt qua các thành viên thủy thủ đoàn bị thiệt mạng và có cơ hội để sửa chữa sai lầm của họ trong quá khứ bằng cách sử dụng Mental Echo. Gần cuối game, nhân vật chính có một trận chiến với Kronos, người khổng lồ của thời gian, xảy ra sau đó. Nếu giành được thắng lợi, có khả năng cứu được toàn bộ con tàu bằng cách sử dụng Mental Echo lên một nhân vật chính ngẫu nhiên trở lại khi chiếc North Wind bị đắm vào năm 1968. Thông qua viên sĩ quan thứ nhất, anh chọn không đưa lưu ý ngừng hoạt động cho thuyền trưởng và thay vào đó là để giúp đỡ thủy thủ đoàn với việc sửa chữa; tới tay máy trưởng thì ông này sẽ tỏ ra đồng cảm và động viên thuyền trưởng khi ông đến với thông điệp từ Sở chỉ huy; sang trưởng bộ phận an ninh thì ông sẽ không giúp viên sĩ quan thứ nhất khi hắn cố gắng ngăn chặn thuyền trưởng đâm thủng vào khối băng, thay vì giúp viên thuyền trưởng bị thương và dẫn tới kết cục giải phóng tàu khỏi lớp băng tan.
Sau đoạn hồi tưởng cuối cùng, nhân vật được quay trở lại đầu game. Bầy chó kéo xe trượt tuyết nối đuôi nhau chạy cùng lúc, nhưng khi Alexander sắp rơi xuống vách núi thì anh được viên thuyền trưởng cứu giúp, rồi cùng với sĩ quan thứ nhất, máy trưởng và trưởng bộ phận an ninh dẫn lên con tàu North Wind giờ đây còn nguyên vẹn và đã thoát khỏi đống băng tan.

## Phát triển
Đây là trò chơi đầu tiên sử dụng công nghệ tái hiện vật lý nước thời gian thực Nvidia PhysX như khi được hiển thị trong một bản demo kỹ thuật của game engine.

## Đón nhận
Cryostasis đã nhận được những lời đánh giá trái chiều. Nó đã nhận được số điểm trung bình 68,65% trên GameRankings và 69/100 trên Metacritic. Gamespot trao thưởng cho game số điểm 8/10, nói rằng "Những cảnh hồi tưởng giá lạnh sáng chói giúp cho game kinh dị máu lạnh này khắc phục những sai sót công nghệ của mình...vài trò chơi kinh dị gợi ra sự ớn lạnh cũng như Cryostasis." Eurogamer thì hơi khó tính hơn, trao cho game số điểm 6/10 và nói rằng "nó chưa hoàn toàn đủ tính sáng tạo - môi trường của nó rơi vào một sự đơn điệu của phòng samey và vách ngăn - và phần chiến đấu của nó quá vụng về để mà thưởng thức." IGN cho game 6/10 điểm, nêu "những lợi ích của Cryostasis đến từ ý định sáng tạo của nhà phát triển và có một số yếu tố rất hấp dẫn. Bối cảnh ma quái, những đoạn du hành thời gian được tham gia, và điểm số rung tổng thể lớn trong các thành phần của nỗi sợ hãi truyền thống. Mặt khác, những bí ẩn không làm sáng tỏ một cách nhanh chóng, đủ để giữ cho người chơi quan tâm và sự tiến triển tổng thể của trò chơi là kiểu tuyến tính hạn chế. Lối chơi chữ về nhiệt độ tương đối của bóng đèn và lửa trại sang một bên, các yếu tố nhiệt lượng của trò chơi là một ý tưởng rất sáng tạo có thêm áp lực và giai điệu cho game."

## Giải thưởng
Cryostasis nhận được nhiều giải thưởng tại Hội nghị Phát triển Game Nga (KRI) vào năm 2006 và 2007.
- KRI 2006 - "Công nghệ xuất sắc nhất"
- KRI 2007 - "Đồ họa trò chơi tốt nhất"

Cryostasis còn trở thành người chiến thắng của Giải thưởng Thành tựu Đặc biệt của GameSpot năm 2009 trong phần đề cử Cốt truyện Hay nhất.